# Premičnica
Premíčnica je uganka oziroma igra, pri kateri je potrebno izbrano ploščico (lik) premakniti na drugo mesto, pri čemer se lahko uporablja samo premike ploščic v ravnini, obstajajo pa tudi prostorske premičnice.
Prvo premičnico, igro 15, je izumil Sam Loyd leta 1870.
Na sliki je premičnica velikosti 4×5 z imenom Dad's Puzzle (Očetova uganka). Cilj je premakniti kvadrat v spodnji levi vogal. Z imenom Penant Puzzle jo je objavil L. W. Hardy leta 1909. Najkrajša rešitev zahteva 59 potez (ali pa 83 potez, odvisno kako se šteje premik malih kvadratov za dve mesti).
Jim Lewis je leta 2004 z računalniškim programom odkril najtežjo »lahko« premičnico velikosti 4×5, imenoval jo je Quzzle . Quzzle potrebuje za rešitev 84 potez, kasneje pa sta jo Bob Henderson in Gil Dogon nekoliko spremenila (dodala sta še nekaj uvodnih potez). Njun Quzzle-Killer  potrebuje za rešitev 90 potez.
Danes obstaja vrsta računalniških programov za interaktivno reševanje premičnic.